# 해남 대흥사 북미륵암 동삼층석탑
해남 대흥사 북미륵암 동삼층석탑(海南 大興寺 北彌勒庵 東三層石塔)은 전라남도 해남군 삼산면 구림리, 대흥사에 있는 고려시대의 삼층석탑이다. 2004년 2월 13일 전라남도의 문화재자료 제245호로 지정되었다.

## 참고 문헌
- 해남대흥사북미륵암동삼층석탑 - 국가유산청 국가유산포털